# Tampa Bay

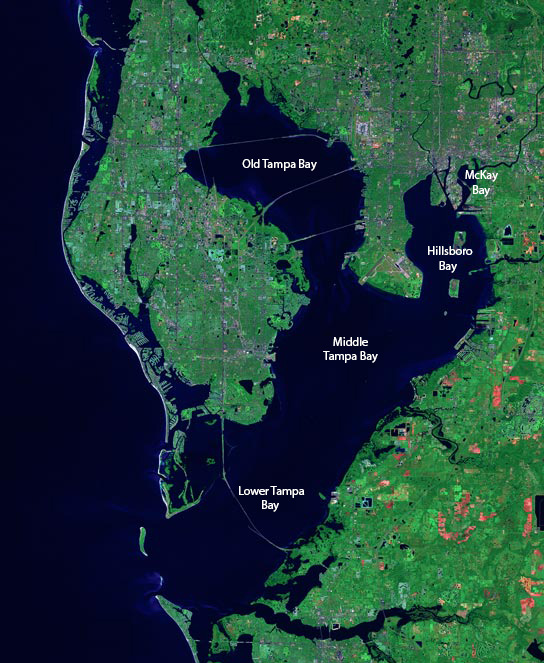
Tampa Bay

Tampa Bay je záliv a velký přirozený přístav ve východní části Mexického zálivu, při západním pobřeží Floridy. Má rozlohu něco přes 1000 km². Na pobřeží zálivu leží třetí největší město Floridy, Tampa.

## Historie
V dávné minulosti se na místě zálivu nacházelo sladkovodní jezero, které vzestup hladiny oceánu s koncem poslední doby ledové změnil v záliv s brakickými vodami a rozsáhlými mangrovníkovými porosty.
Před příchodem Evropanů oblast zálivu osídlili indiáni přináležející k tzv. Safety Harbor culture. První Evropané, kteří oblast prokazatelně navštívili, byli účastníci výpravy španělského konquistadora a cestovatele Pánfila de Narváeze v roce 1528. 30. května 1529 pak v zálivu přistála výprava Hernanda de Sota, která odsud vyrazila na průzkum Floridy.